# Kaleigh Rafter
Kaleigh Rafter (Guelph, 18 de agosto de 1986) é uma jogadora de softbol canadense.

## Carreira
Rafter compôs o elenco da Seleção Canadense de Softbol Feminino nos Jogos Olímpicos de Verão de 2020 em Tóquio, onde conquistou a medalha de bronze após confronto contra a equipe mexicana na disputa pelo pódio na competição.